# Aerangis oligantha
Aerangis oligantha é uma espécie de orquídea monopodial epífita, família Orchidaceae, que habita o sudoeste da Tanzânia, e norte do Malawi.